# Sing to Me the Dream
Sing to Me the Dream (en castellano Cántame el sueño), reeditado bajo el nombre Sing to Me the Dream - Un canto solidario es un álbum en directo de la cantante estadounidense Holly Near y la banda chilena Inti-Illimani, lanzado originalmente como disco de vinilo en 1984 por el sello discográfico estadounidense Redwood, y relanzado en 2007 como disco compacto. Corresponde al segundo álbum en directo oficial de la agrupación chilena.
Fue grabado en 1984 en el Gran Salón de la Música Americana en San Francisco y el Berkeley Community Theatre, en Berkeley, durante una gira por Estados Unidos llamada 1984 Peace in the Americas Concert Tour. La versión original está conformada por 11 canciones, incluyéndose para el relanzamiento de 2007 otras tres canciones adicionales, grabadas durante la misma gira, así como tres canciones adicionales sin la participación de Inti-Illimani: una canción de Holly Near en estudio, grabada en 2000, así como dos en vivo junto con Mercedes Sosa, en un concierto en Oakland en 1989.

## Lista de canciones[5][3]
| N.º | Título                                                                                  | Escritor(es)                      | Duración |  |
| 1.  | «El tinku»                                                                              | popular boliviana                 | 3:35     |  |
| 2.  | «Gypsy» (El gitano)                                                                     | Holly Near, José Seves            | 3:08     |  |
| 3.  | «Te doy una canción»                                                                    | Silvio Rodríguez                  | 3:04     |  |
| 4.  | «Sing to me the dream»                                                                  | Holly Near, Jorge Coulón          | 3:00     |  |
| 5.  | «El colibrí»                                                                            | José Seves                        | 4:31     |  |
| 6.  | «El arado»                                                                              | Víctor Jara                       | 3:47     |  |
| 7.  | «Watch out» (bonus track de 2007)                                                       | Holly Near                        | 3:30     |  |
| 8.  | «La pajita»                                                                             | Gabriela Mistral, Horacio Salinas | 2:15     |  |
| 9.  | «La Marusa»                                                                             | Jorge Ball                        | 5:34     |  |
| 10. | «We're not alone»                                                                       | Holly Near                        | 4:29     |  |
| 11. | «She» (bonus track de 2007)                                                             | Holly Near                        | 3:29     |  |
| 12. | «Medley: Hay una mujer desaparecida/Voices/It could have been me» (bonus track de 2007) | Holly Near                        | 9:33     |  |
| 13. | «Samba landó»                                                                           | Manns, Salinas, Seves             | 4:48     |  |
| 14. | «Gracias a la vida»                                                                     | Violeta Parra                     | 4:40     |  |
| 15. | «Hay una mujer desaparecida» (bonus track de 2007 - en estudio)                         | Holly Near                        | 7:08     |  |
| 16. | «They Dance Alone» (bonus track de 2007 - con Mercedes Sosa)                            | Sting                             | 5:54     |  |
| 17. | «Todavía cantamos» (bonus track de 2007 - con Mercedes Sosa)                            | Víctor Heredia                    | 3:04     |  |

## Créditos
Los intérpretes y colaboradores del álbum son los siguientes:
- Holly Near: voz

Inti-Illimani
- Horacio Salinas
- Horacio Durán
- José Seves
- Max Berrú
- Jorge Ball
- Marcelo Coulón
- Jorge Coulón

Temas adicionales
- Mercedes Sosa: voz
- Nicolás Brizuela: guitarras
- Osvaldo Avena: percusión
- Poppi Spatocco: teclados
- Oscar Alem: bajo